# Týr

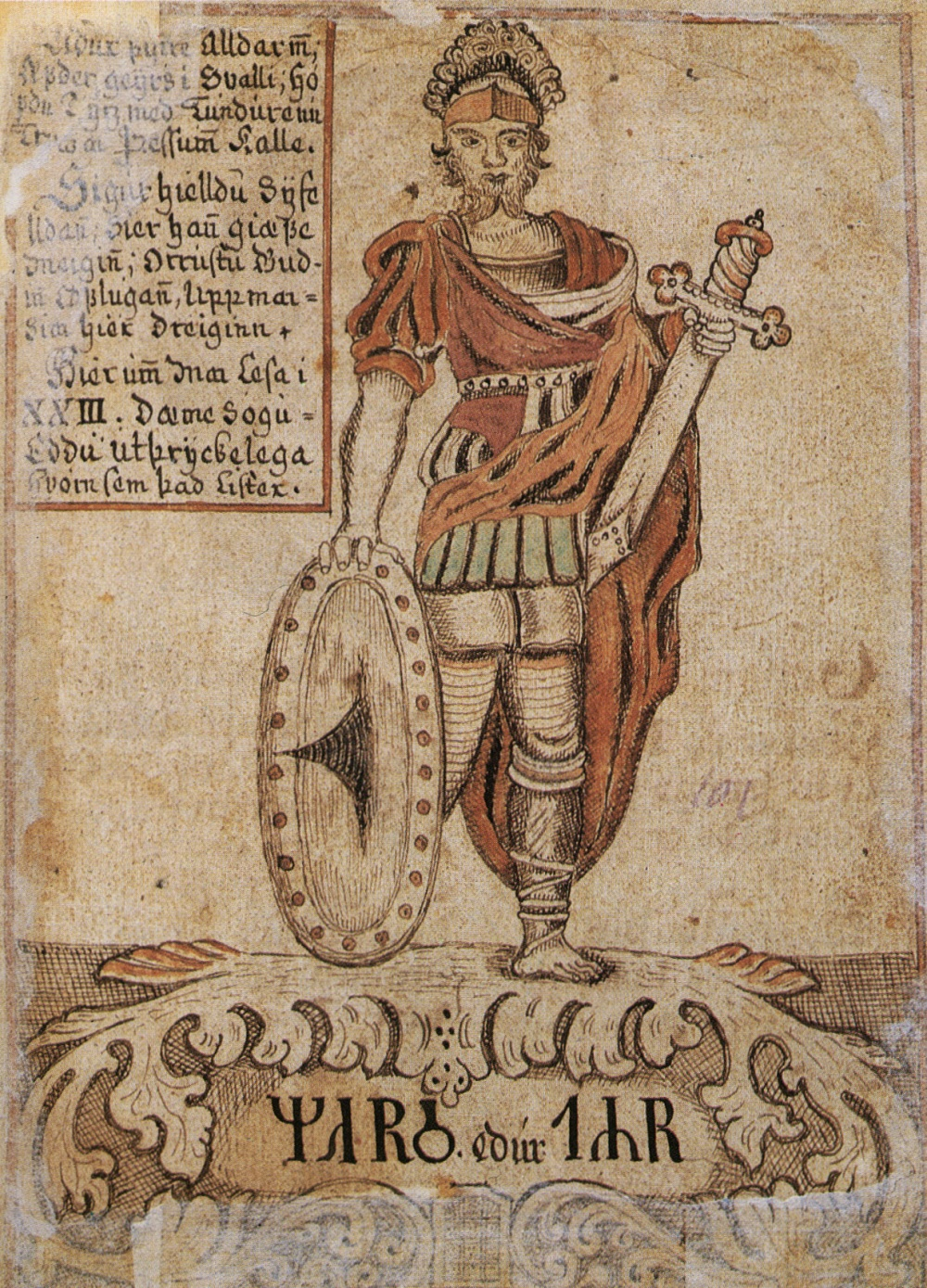
Týr, raffigurato con entrambi gli arti intatti, identificato con Ares in questa illustrazioni di un manoscritto islandese del XVIII secolo.

Týr è il dio della guerra della mitologia norrena, identificato come equivalente di Marte in quella romana, nonché patrono della giustizia.
L'Edda poetica lo descrive come figlio di Hymir, mentre nelle tarde edizioni dell'Edda in prosa si afferma che fosse figlio di Odino e di Hróðr, gigantessa successivamente moglie di Hymir.

## Etimologia
Il nome Týr significa "dio" (cfr. Hangatyr, "dio degli impiccati", uno degli epiteti di Odino probabilmente ereditato da Týr nel suo compito di giudice), ma è da notare che diretti riferimenti al dio e all'epiteto di "capo degli dèi" siano tuttora oggetto di dibattito.
Tale dibattito ha origine nella parola proto-indoeuropea "*Dyeus Pətēr", che insieme a "*Dheghōm *mātēr
(o Pltvi Mh2ter)" (Madre Terra) costituivano l'apice della religione indoeuropea. Il termine della divinità maschile che letteralmente significa "Padre Cielo" è stato successivamente trasformato in "Zeus Pater" attraverso l'uso comune in Grecia e nell'antica Roma e in seguito si è caratterizzato nelle divinità Zeus e Giove (Iuppiter).
Nel mondo germanico il termine che descrive la divinità proto-indoeuropea si è caratterizzato in *deywos e successivamente "Teiwaz" e infine nel proto-germanico Tîwaz; l'evoluzione del nome del dio potrebbe essere passata in una fase intermedia a "Tyz" prima di arrivare al definitivo Týr.

## Il culto

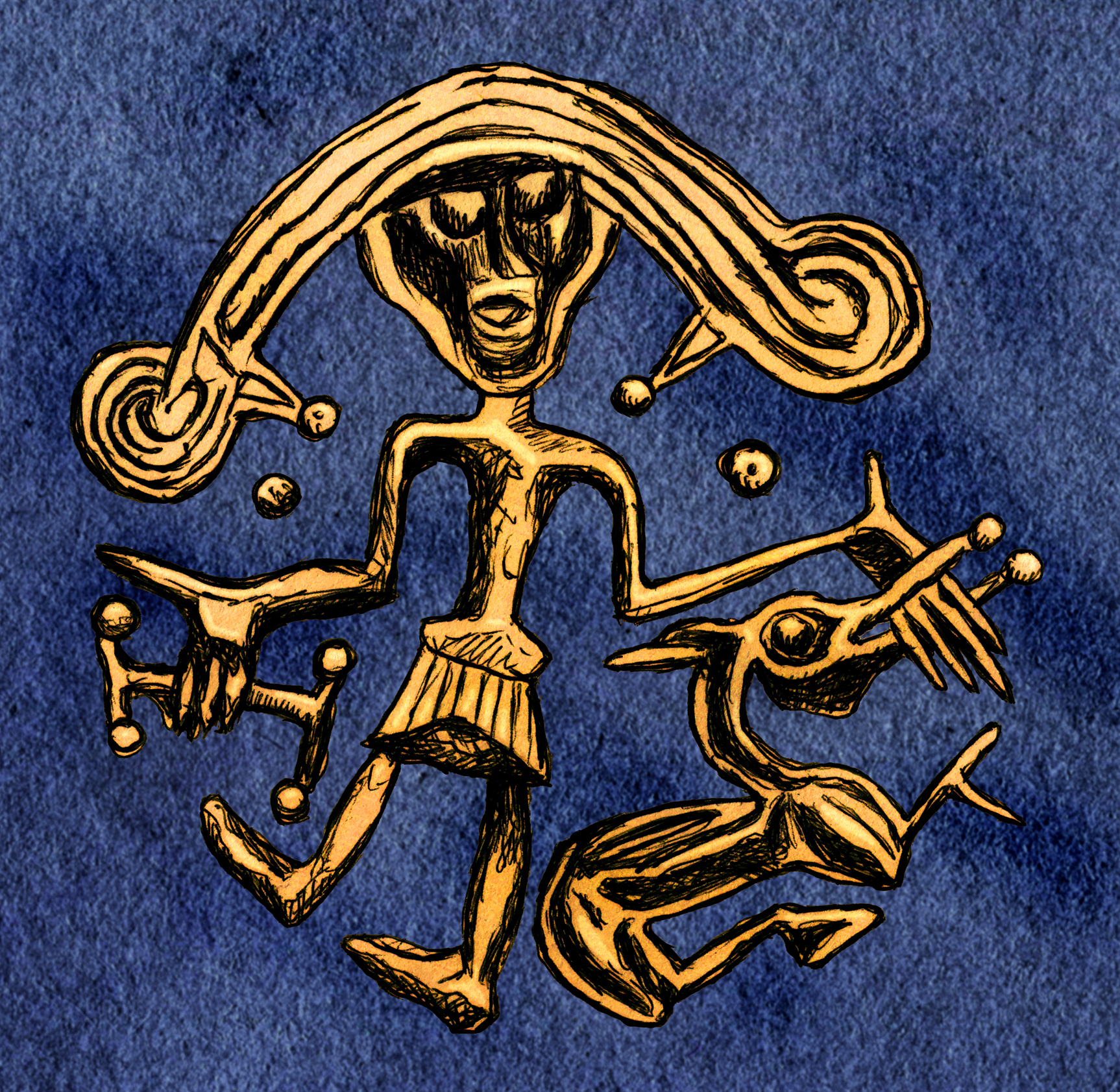
Rappresentazione di Týr e Fenrir sul bratteato d'oro IK 190 all'incirca del V secolo, rinvenuto a Trollhättan, Svezia.

La più antica testimonianza del dio si trova nel gotico "Tyz", benché il "Teiw" trovato sull'elmo di Negau possa essere un probabile riferimento a Týr, piuttosto che a un dio generico, e precede il gotico (e il runico) di molti secoli.
Il culto di Tîwaz ad un certo punto è stato superato da quello di Odino e Thor, nel periodo precedente le invasioni barbariche. Un riferimento a questi culti non ben definiti nella religione germanica si può notare dal fatto che Thor è per antonomasia il dio del fulmine per questa religione, proprio come la maggior parte degli dèi che possono essere identificati con Týr nelle altre religioni: Zeus, Giove, ecc. Questo può far supporre che tutte le divinità derivate da quella proto-indoeuropea fossero in antichità possessori del tuono e la sua attribuzione al figlio di Odino sia avvenuta solo in epoca più recente.
Rappresenta comunque un dio-guerriero diverso dall'Ares greco, più impetuoso e giovanile; nella mitologia norrena la figura più simile a questo modello di dio della guerra è probabilmente Thor, descritto senza dubbio come il più forte di tutti gli dèi, e questo fatto potrebbe significare un ulteriore collegamento fra queste due divinità, anche se Týr ha incarnato più che altro la doppia figura di dio della guerra, della giustizia e del diritto, dato che si presenta come il modello di guerriero maturo, esperto, riflessivo e pronto al sacrificio personale.
Un ulteriore collegamento fra la divinità norrena e la divinità proto-indoeuropea si può trovare con la somiglianza del dio nei confronti della controparte vedica Indra: entrambe le divinità hanno infatti il ruolo di guida enfatizzato durante i periodi di guerra; benché tuttavia questa visione sia accettata, Odino è descritto come il dio onnisciente del pantheon norreno e in particolare della stirpe degli Æsir.
Il filologo Jacob Grimm ipotizzò che la moglie di Týr, citata la stanza 40 dell'Edda poetica Lokasenna senza mai nominarla, si possa identificare con Zisa, divinità femminile il cui culto era attestato presso i Suebi.
Al dio Týr è dovuto il nome inglese del giorno Tuesday: i popoli germanici, notando somiglianze tra il dio Marte dei romani e il proprio dio della guerra, presero l'idea del giorno di martedì e la mutuarono apponendo il nome del proprio dio.

## Il sacrificio

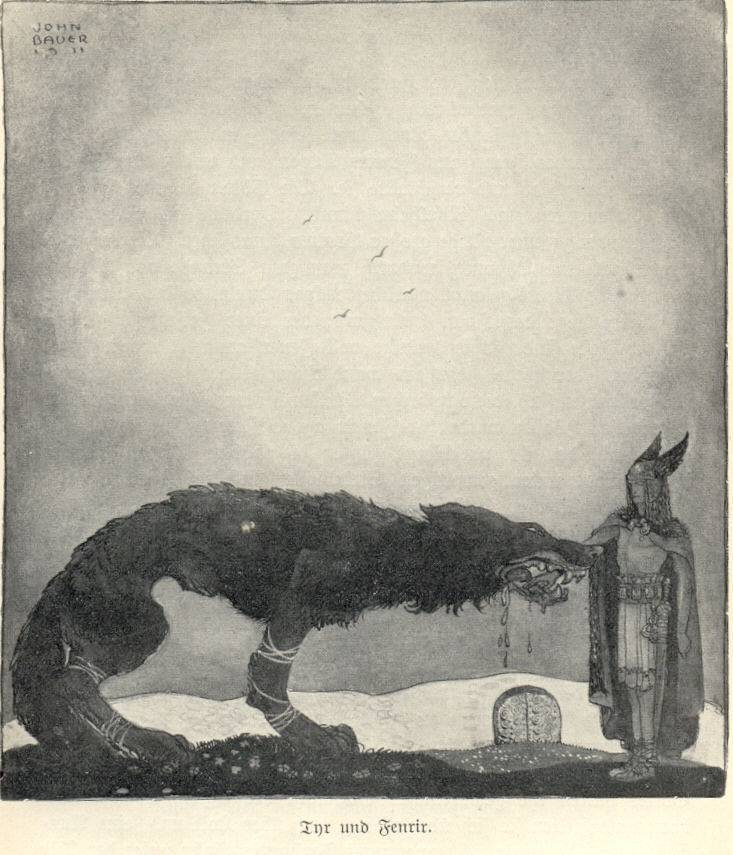
Sacrificio del braccio, sbranato dal lupo Fenrir.

Non a caso è proprio Týr, secondo una prima versione, a combattere contro Fenrir, l'enorme lupo, offrendogli un braccio da sbranare (che così perde per sempre) per riuscire a farlo avvicinare a sufficienza e fermarlo.
Una seconda ricostruzione della vicenda narra che il lupo, figlio del dio Loki e della gigantessa Angrboða, stava minacciando talmente gli Æsir da indurli a incatenarlo in un luogo lontano con la scusa di volerlo sottoporre a una prova di forza. Nonostante l'opera dei fabbri di Odino, tuttavia, per ben due volte il possente lupo riesce a liberarsi, costringendo il padre degli dèi a ricorrere alle arti dei nani che vivevano a Niðavellir: il sommo dio prepara quindi un laccio, in apparenza fragile, e sfida nuovamente il lupo, il quale, avvertendo l'inganno, pretende a mo' di pegno una mano tra le sue fauci durante l'incatenamento; a sacrificarsi è proprio Týr, perdendo il braccio ma consentendo l'immobilizzazione del feroce lupo.